# 鈴木家住宅 (羽後町)
鈴木家住宅（すずきけじゅうたく）は、秋田県雄勝郡羽後町にある歴史的建造物。江戸時代前期頃に建てられた当時の農家の住宅（民家）である。1973年（昭和48年）2月23日に国の重要文化財（建造物）に指定された。秋田県下の民家建築では最古の遺例の一つである。現在も所有者家族が居住している住宅としては東北最古となる。

## 概要
鈴木家は慶長期の検地帳に名前が見える旧家で、源義経の家臣・鈴木三郎重家を祖とすると伝える。代々肝煎を務め、文政13年（1830年）には苗字帯刀を許されている。
西側に山一つ隔てたところに、本住宅と平面形式の似た「土田家住宅」がある。
土田家住宅と共に秋田県下では最古の遺例で、民家というよりは在地豪族の住宅のようだと評価されている。
茅葺屋根の主屋は江戸時代、17世紀末頃の建物で、1980年から1年半の解体修理で往時の姿に復原された。

## 構造形式
- 本屋：桁行20.8m、梁間11.1m、寄棟造茅葺
- 中門：桁行9.4m、梁間6.2m、入母屋造茅葺、正面土庇附属（板葺）

主屋は正面向かって左に中門を設ける中門造で、平面はL字形となる。中門は享保18年（1733年）の増築であることが普請文書から判明し、本屋の建築はこれをさかのぼる17世紀末頃と推定される。本屋は寄棟造。中門は正面を入母屋造とし、本屋、中門ともに茅葺とする。
中門は正面向かって右手に大戸口を設ける。内部は左手前に3房の馬屋を設け、その奥は通りニワとする。中門と本屋の入隅に玄関を設け、その奥はダイドコロとする。ダイドコロの上手は整形四間取りで、ダイドコロ寄りの手前をチャノマ、奥をウチザとし、その上手は手前をヒロマ、奥をトコ付きのコザとする。チャノマとヒロマの前には縁を設ける。ニワの奥には土蔵（大正4年・1915年上棟）が接続して建ち、本屋と土蔵の取合い部は改造されて蔵前になっている。

## 文化財指定
以下の物件が「鈴木家住宅（秋田県雄勝郡羽後町）」として国の重要文化財に指定されている。
- 主屋 附：普請文書1冊
- 土蔵 附：棟札1枚、家相図1鋪、普請文書3冊
- 土地（宅地、山林） 2,698．39平方メートル

主屋（附指定含む）は1973年指定、土蔵（附指定含む）と土地は1994年追加指定。

## 見学情報
- 所在地

〒012-1136 秋田県雄勝郡羽後町飯沢字先達沢52番地
- 建物は所有者によって居住として使用されているため、不在の場合があるので、事前連絡が必要。

見学料／大人・・・500円

## アクセス
- 地図